# Bandera

La bandera de Grecia siendo ondeada por el viento en la ciudad de Corfú, en las Islas Jónicas; 2021.

Una bandera es una pieza de tela, por lo general, rectangular o cuadrada, cuyo diseño es distintivo y con colores variados. Una bandera puede ser utilizada como símbolo, como señal o como ornamento. En algunos casos, las banderas se emplean como modo de comunicación, principalmente en entornos donde la comunicación verbal es difícil (como es en entornos marítimos, en donde se utiliza alfabeto semáforo o banderas de señales).
El estudio de las banderas se la llama vexilología.

## Etimología
El término ‘bandera’ en el idioma español tiene varios orígenes, por un lado, tiene su origen del latín “vexillum”, diminutivo de “vēlum”, que significa “trozo de tela”; por el otro, ‘bandera’ tiene su origen del idioma gótico, proviene de la palabra “bandwō”, que significa “signo”, es de esta palabra de la que surgió la palabra “bando”, palabra que hace referencia a varios soldados que luchaban ‘con un mismo estandarte’, o a un signo que representa a varias personas; fue con el tiempo que a “bando” se le añadió el sufijo ‘-era’, el cual indica pertenencia o posesión.
El término bandera se considera de etimología germana  procede del germano francón  bind  (lazo, cinta) pasando al español por el idioma romance francés a través de la forma bande. La "banda"  o bandera era el estandarte o emblema de un grupo de personas (por ejemplo, una "banda" de personas).[cita requerida]

## Historia

### Primeras banderas

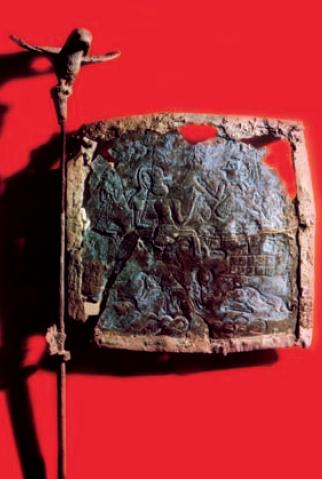
Un derafsh encontrado en Shahdad, Irán; tercer milenio a. C..

El origen de las banderas es desconocido, aunque existe cierto consenso en considerar que se originaron en los vexiloides utilizados como insignias militares por algunos pueblos orientales. Los vexiloides más primitivos serían una cinta, una cola, una borla o una cruz y seguidamente se irían transformando en figuras de animales.  Tampoco se tiene claro cuándo se usó la primera bandera. En Europa se introdujo a partir de principios del siglo XII d. C. procedente de China y a través de los pueblos árabes.
Algunos de los primeros estandartes registrados vienen de la antigua China, en la que, los estandartes eran utilizados para identificar diferentes partes de la milicia del país, es así como, se tiene conocimiento que soldados durante la dinastía Zhou en el siglo xi a. C., llevaban un estandarte blanco, pero no se tienen ninguna representación de estos estandartes. Una representación de estos estandartes chinos se encuentran en el bajorrelieve de la tumba del emperador Wu de Han, en la que aparecen a dos jinetes con dichos estandartes.
Otras de las primeras representaciones de primitivas banderas de las que se tiene registro provienen del antiguo Egipto, en la que vexiloides eran utilizados por barcos. Algunas representaciones de estos vexiloides se encuentran en el bajorrelieve de la paleta de Narmer. Eran utilizados como símbolos de los nomos del Egipto predinástico. El uso de estandartes por los egipcios no solo fue para representar los nomos, sino que también fueron utilizados en las guerras. De hecho, varios escritores de la antigua Grecia atribuyeron la creación de estos estandartes a los egipcios. Según Diodoro Sículo, estos estandartes egipcios consistían por lo general en figuras de animales sagrados sostenidos por un bastón o lanza, otro de los símbolos que Diodoro describe se asemeja a un abanico semicircular.
Otra representación de una bandera primitiva y que es una de las más antiguas, es el de un derafsh (en persa: درفش‎) hecho de bronce, que se encontró en la ciudad de Shahdad, en la provincia de Kermán, Irán. Data de c. 2400 a. C. El derafsh contiene la representación de un hombre sentado y una mujer arrodillada, uno frente al otro, junto a una estrella entre ambos. Este objeto junto a otros similares, eran utilizados como estandartes militares durante el imperio aqueménida.
En la Antigua Roma se utilizó el vexillum, vexiloide formado por pequeños cuadrados de tela que tienen como cima o remate el águila romana y que se utiliza para distinguir a las diferentes unidades militares. En los combates sirven de punto de referencia para el agrupamiento de las tropas. El vexillum origina la enseña, «que a través de los tiempos y de las vicisitudes concluye transformándose en bandera», ha señalado Vicente de Cadenas y Vicent.

### Edad Media

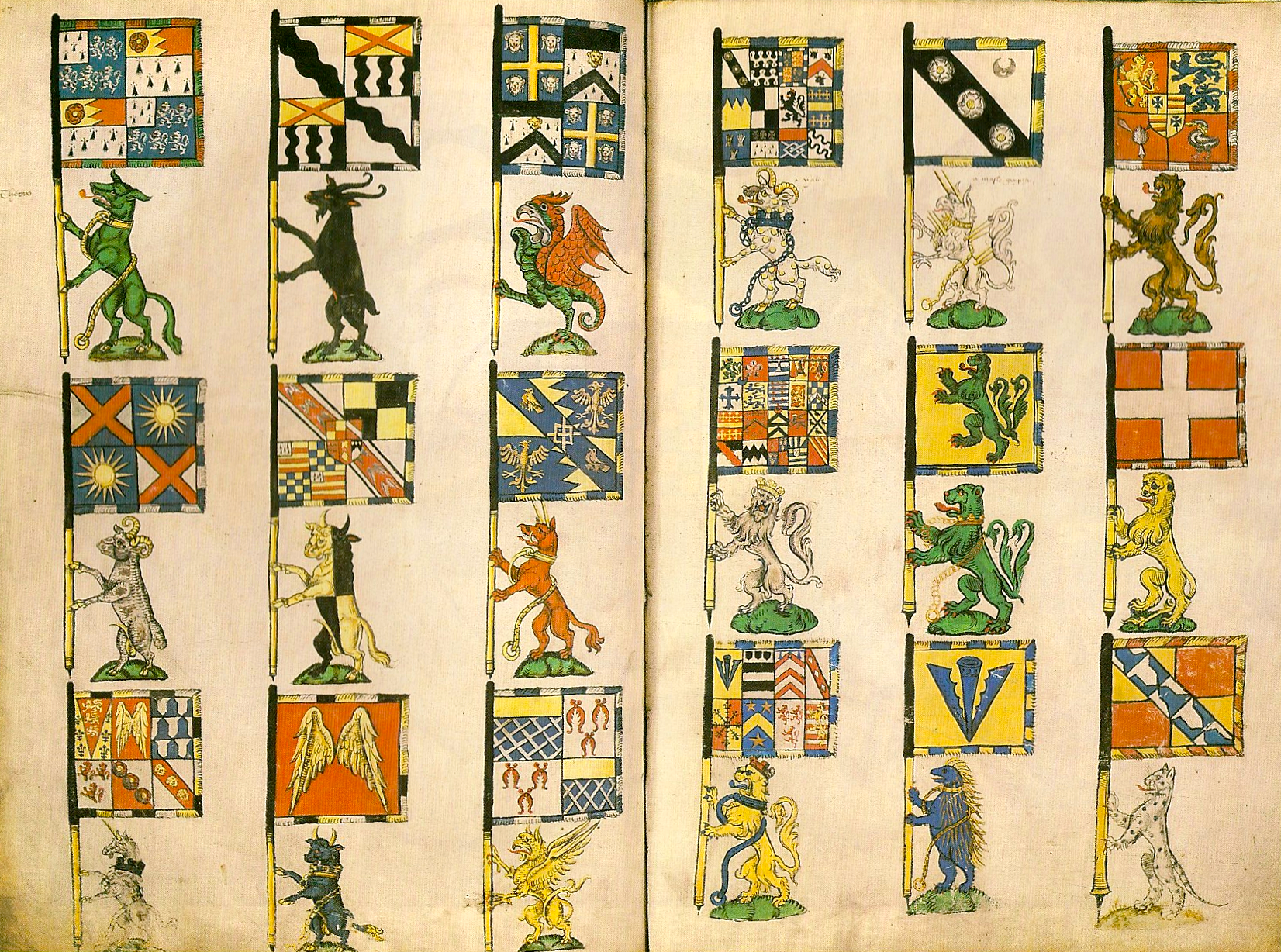
Pendones heráldicos creados en el por la Orden de la Jarretera, nótese que el pendón es sujetado por su respectivo cargo.

Fue durante la Edad Media, junto con la innovación de la producción de seda en China y su propagación a lo largo de la ruta de la Seda, que las banderas comenzaron a ganar popularidad. Los primeros grupos de personas en hacer uso de este tipo nuevo de telas para crear banderas, se le atribuye a los sarracenos, quienes introdujeron estas telas al mundo occidental, no fue hasta el siglo IX para que estas banderas ganaran popularidad. Las primeras banderas traídas por los sarracenos son mencionadas en la historia temprana del islam y se cree que pudieron haber sido copiadas de los indios. Se menciona que, durante la conquista de La Meca en el siglo VII, Mahoma, a cabeza de la conquista, llevaba una bandera de color negro, mientras que sus seguidores llevaban banderas verdes. Existen varias evidencias que los nietos de Mahoma usaban estandartes similares a los que usó Mahoma durante el Califato ortodoxo en adelante, estos estandartes eran por lo general triangulares y ondeaban sobre un asta vertical. Las siguientes dinastías islámicas usaban estandartes de colores variados, comúnmente inspiradas por las banderas supuestamente usadas por sus profetas durante sus vidas.
Otro registro de una bandera izada sobre un asta vertical del siglo IX, es el estandarte del cuervo, la cual era muy usada por los vikingos, considerados en la tradición nórdica, como los hijos de Ragnar Lodbrok. Durante el siglo X, este estandarte fue adoptado por los pueblos hiberno-nórdicos de los reinos de Dublín y Northumbria, muchos de estos pueblos eran parte de la dinastía Uí Ímair, quienes se consideraban descendientes de Ragnar Lodbrok, a través de su hijo Ivar. El estandarte del cuervo se puede ver en un penique acuñado por Olaf Cuaran cerca del año 940, en esta, el estandarte es representado como una bandera con forma de un triángulo rectángulo isósceles con dos de sus lados equiláteros usados como la parte posterior y como asta, mientras que en la hipotenusa, estaban cinco pestañas o borlas. En el centro de este estandarte triangular se presenta el ícono de un cuervo.
Durante el siglo XI, específicamente durante las cruzadas religiosas, las banderas tuvieron un desarrollo significativo. Durante los inicios de las batallas, muchos miembros de la realeza, reyes y nobles, usaron estandartes con sus propias características, en algunos casos,  adaptadas por las órdenes religiosas de la época. En muchos casos, y durante este periodo de guerras, los diferentes combatientes comenzaron a hacer diferentes variantes de estos estandartes, principalmente cambiando el color de los símbolos que usaban, ya que al momento, estas consistían principalmente de símbolos como son cruces. En 1188, Felipe II de Francia decretó que sus colores fuesen añadidos a una cruz, resultando en una cruz rojo en un fondo blanco, poco después, Enrique II de Inglaterra decretó el uso de una cruz blanca en un fondo rojo. Por alguna razón desconocida, estos símbolos fueron intercambiados, pero que fueron usados de todos modos por Inglaterra y Francia, hoy en día, estos símbolos son conocidos como la cruz de San Jorge y la cruz de San Denis.
Según Vicente de Cadenas y Vicent el desarrollo de las banderas en Europa fue parejo al del blasón. «El blasón, o sea las piezas y figuras heráldicas, pasaron al escudo del primero, y sucesivamente los colores de éstas se fueron a plasmar en las banderas de esos guerreros que las precisaban para agrupar sus huestes en los combates, ya que mientras el escudo servía de diferenciación individual, la bandera atendía a la necesidad de atraer a quienes combatían bajo ella», ha señalado este vexilólogo español.

### Edad Moderna

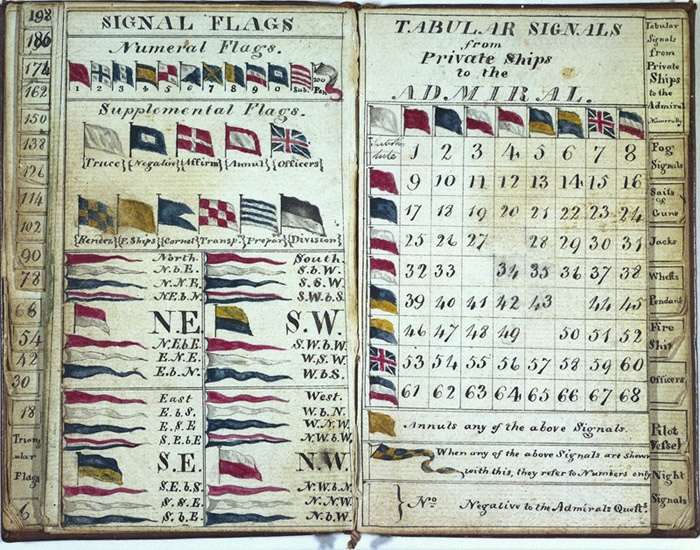
Páginas de un libro en la que se muestran varias banderas de señales creadas por el Reino Unido, se puede ver como se puede comunicar mensajes como puntos cardinales, cargos militares, entre otros; c. 1879

Durante el auge de la era de la navegación a vela, en el siglo XVII, varios barcos comenzaron a usar banderas como símbolo de donde provienen, que posteriormente, durante la tercera Convención sobre el Derecho del Mar, que se volvió obligatorio para todo estado, sin importar que tenga o no un litoral, el poseer una bandera marítima que la represente, junto a otras condiciones y deberes de las mismas. Las banderas durante este periodo también sirvieron un papel importante como medio de comunicación entre barcos, no solo indicando procedencia de la embarcación, sino también para indicar las afiliaciones e intenciones del mismo, fue durante las guerras anglo-neerlandesas, debido a que varias de estas batallas ocurrieron en el mar, el uso de banderas como medio de comunicación fue crucial y tuvo que desarrollarse rápidamente; la Marina Real británica creó un total 11 banderas con las que compuso 45 mensajes que se podían enviar entre embarcaciones británicas durante las guerras contra las Provincias Unidas de los Países Bajos.
En 1738, Mahé de la Bourdonniase, un oficial de la marina francesa, diseñó el primer código numérico de banderas, este código aumentó la cantidad de mensajes que se podían enviar entre embarcaciones a cerca de 1 000 mensajes. En 1783, Richard Earl Howe, modificó este código numérico para incluir gallardetes como también incluir banderas de control, estas contribuciones llevaron a la creación del “Libro de señales para Buques de Guerra”, dentro de esta se específica varias banderas y sus usos, como el modo en el que estas se deben de combinar para comunicar diferentes mensajes entre embarcaciones, no solo incluía el código numérico creado por Mahé de la Bourdonniase, sino que también hacía sus propias contribuciones como son gallardetes y banderas de control, como también de diseños utilizados durante la Marina Real británica durante las guerras napoleónicas. En 1800 se creó el código de “señales telegráficas de vocabulario marino”, un código creado por sir Home Riggs Popham, basado en el código creado por Howe, este lograba comunicar cerca de 6 000 frases y 60 000 palabras.
Durante finales del siglo siglo XVII e inicios del siglo siglo XVIII, debido a varios movimientos separatistas, varios con sentimientos nacionalistas; que buscaban la creación de una bandera que indique la procedencia y que pueda ser usada de manera civil, dando inicio a la creación de las banderas nacionales.
El vexilólogo español Vicente de Cadenas y Vicent ha destacado que «la bandera en el siglo XVIII sufre una gran modificación, y de estar clavada directamente al asta pasa al sistema de emplear las drizas para sujetarla, desechando los clavos, ataduras y anillas para la unión de la tela con la madera. Pierde con ello el significado de arma que tenía el asta a semejanza de la maza, espada, lanza u otras armas ofensivas o defensivas a las cuales se unía la tela de la bandera para tenerla en alto en las batallas, para reclamo de los combatientes bajo un mismo bando».

## Forma

### Cuadrangular
Es una de las formas más comunes, tiene unas proporciones similares a las de un cuadrado o a las de un rectángulo, es una de las formas más habituales, aunque varias de estas banderas no siguen exactamente estas proporciones, muchas se asemejan.  Existen casos únicos en donde estas proporciones no se asemejan mucho a las 1:1 o 2:3, como es en el caso de la bandera de Catar, que tiene una proporción de 11:28, lo que hace que su longitud sea más del doble que su altitud. Otro caso especial aparece en la bandera de Togo cuya proporción es de 1:φ, o sea, su longitud es de aproximadamente 1,618.
Un accesorio muy común que tuvieron las banderas, especialmente las banderas cuadradas, fue la adición de un “Schwenkel”, esta consistía de una cinta que se añadía a la parte superior (o vuelo) de una bandera, usualmente de otro color que el resto de la bandera, actualmente en desuso u obsoleta. Varias banderas que incluían este accesorio, usualmente lo decoraban con flecos, borlas, entre otros ornamentos. Aunque su origen y propósito del mismo es desconocido, se cree que su origen pudo haber derivado otro tipo de serpentinas, o de los gallardetes que se unían a los estandartes de batallas. Esta misma pudo haber servido como un indicador de rango u honor para nobles o representativo de ciertos rangos militares, o también como símbolo de lealtad a algún noble o soberano.

### Corneta o farpada

La forma de una corneta se asemeja a la de un gallardete, lo que las diferencia es la forma triangular del gallardete.

Una corneta o bandera farpada es un tipo de bandera que tiene o que se le hizo un corte en V en la parte más alejada de la bandera (el al batiente), su origen exacto es desconocido, pero se cree que tuvo sus inicios durante la Edad Media, y que unos de los primeros en usar este tipo de forma para su bandera fueron los dragones de ciertas milicias e infanterías. Actualmente, este tipo de banderas se puede ver especialmente en las banderas de uso estatal de países nórdicos, aunque también es utilizado y adaptado en algunas variaciones de banderas de estados como Alemania, Polonia y de los países bálticos.

### Gallardete

Un gallardete triangular de una punta, existen otras variantes como son la trapezoidal y la de dos puntas.

Un gallardete es un tipo de bandera cuya anchura «al batiente» es menor que «al asta», haciéndose más angosta entre más lejos el batiente está del asta de la bandera, o sea, es una bandera cuya forma se asemeja a un triángulo, un trapecio o un trapezoide. Fue una de los 3 tipos de banderas más utilizados durante la Edad Media, junto al pendón y las banderas heráldicas.

## Usos de las banderas

### Como símbolo

Una bandera que es reconocida internacionalmente como símbolo de una comunidad de personas es la bandera LGBT, bandera utilizada y representativa de la comunidad que usa la misma sigla.

Uno de los usos más comunes que se le dan a las banderas es para representar o simbolizar a una persona o un grupo de personas que se identifiquen con la misma.  Es por ejemplo, el caso de las banderas nacionales, usadas ampliamente en el ámbito internacional para representar un estado soberano. Junto a este tipo de banderas, se subcategorizan tres tipos de banderas, entre ellas se incluyen:
Bandera civilEs un tipo de bandera nacional que es solamente usada por organizaciones no-gubernamentales o por civiles, en varios casos, la bandera civil es similar a la bandera gubernamental de un estado, con la diferencia que no incluye el escudo u otros símbolos añadidos a la misma.
Bandera estatalTambién llamada bandera institucional o bandera gubernamental, es toda aquella bandera cuyo uso es única y exclusiva para organizaciones gubernamentales y su administración pública (agencias, comités, entre otros). Regiones como América Latina, y algunas subregiones de Europa, hacen un uso amplio de las banderas estatales, usualmente incluyendo el escudo u otros símbolos del estado.
Bandera de guerraEsta categoría conforma toda bandera de un estado que es únicamente utilizada por las fuerzas armadas del mismo, suelen tener diferencias menores en comparación con su bandera estatal, dentro de esta categoría también se incluyen otras banderas como son las banderas de combate y las banderas de proa.
Fuera de su uso para representar un territorio, las banderas también pueden representar una comunidad humana, ya sea una etnia o pueblo, alguna cofradía o religión, las banderas también pueden ser símbolos para fundaciones, empresas o clubes deportivos.

### Como forma de comunicación
Las banderas suelen ser utilizadas con frecuencia en ámbitos en donde la comunicación verbal sea complicada, ya sea a causa de distancias largas, por ausencia de métodos de comunicación con alto alcance, o ya que hay demasiado ruido entre personas; en casos como estos, las banderas toman un papel como modo de comunicación entre partes, un ejemplo conocido es con el uso de las código internacional de señales, un sistema utilizado en ámbitos marítimos para indicar el estado de un barco, su tripulación o las intenciones del navío.
En múltiples deportes, las banderas cumplen un papel esencial, el uso de las mismas se remonta hasta la Antigua Roma y Antigua Grecia, su uso en esos momentos era más presente en distintos juegos de gladiadores, así como de diferentes eventos atléticos; del mismo modo que una bandera común, las banderas deportivas también eran utilizadas para representar el origen o el grupo deportivo al que un jugador pertenecía. Con el tiempo, a medida que nuevos deportes aparecían y aumentaba las audiencias de los mismos, las banderas empezaron a ser empleadas con más frecuencia, no solo para indicar el origen de los jugadores, sino también para indicar características de la pista de juego como distancias, demarcar límites de la pista, hasta en algunos casos, indicar si el deporte es en su categoría masculina o femenina.
En deportes como el automovilismo y el motociclismo, las banderas presentan múltiples colores y diseños representativos y fáciles de reconocer, las banderas de carreras cumplen la función de comunicar diferentes mensajes a los conductores de los automóviles, esto junto a otras señales como semáforos. Fueron utilizados por primera vez en 1899, durante los primeros días del automovilismo, durante este periodo temprano, solamente se utilizaban una bandera roja y una bandera amarilla, ambas usadas hasta la actualidad.

## Protocolo
El protocolo de una bandera hace referencia a cualquier reglamento hecho por el gobierno de un país u organización que dicta y regula como diferentes banderas tienen que ser exhibidas al público, como son banderas nacionales, banderas de entidades subnacionales, banderas extranjeras como también banderas de comunidades y organizaciones. El protocolo de una bandera puede, en algunos casos, ser protocolos sin mucho refuerzo y son más recomendaciones en cómo izar una bandera; en otros casos, este protocolo es reforzado y sancionado. En el caso de que el protocolo de una bandera fuese a ser violado, las sanciones pueden variar desde multas, servicio comunitario hasta encarcelamiento.

### Lineamientos generales

#### Posicionamiento y orden

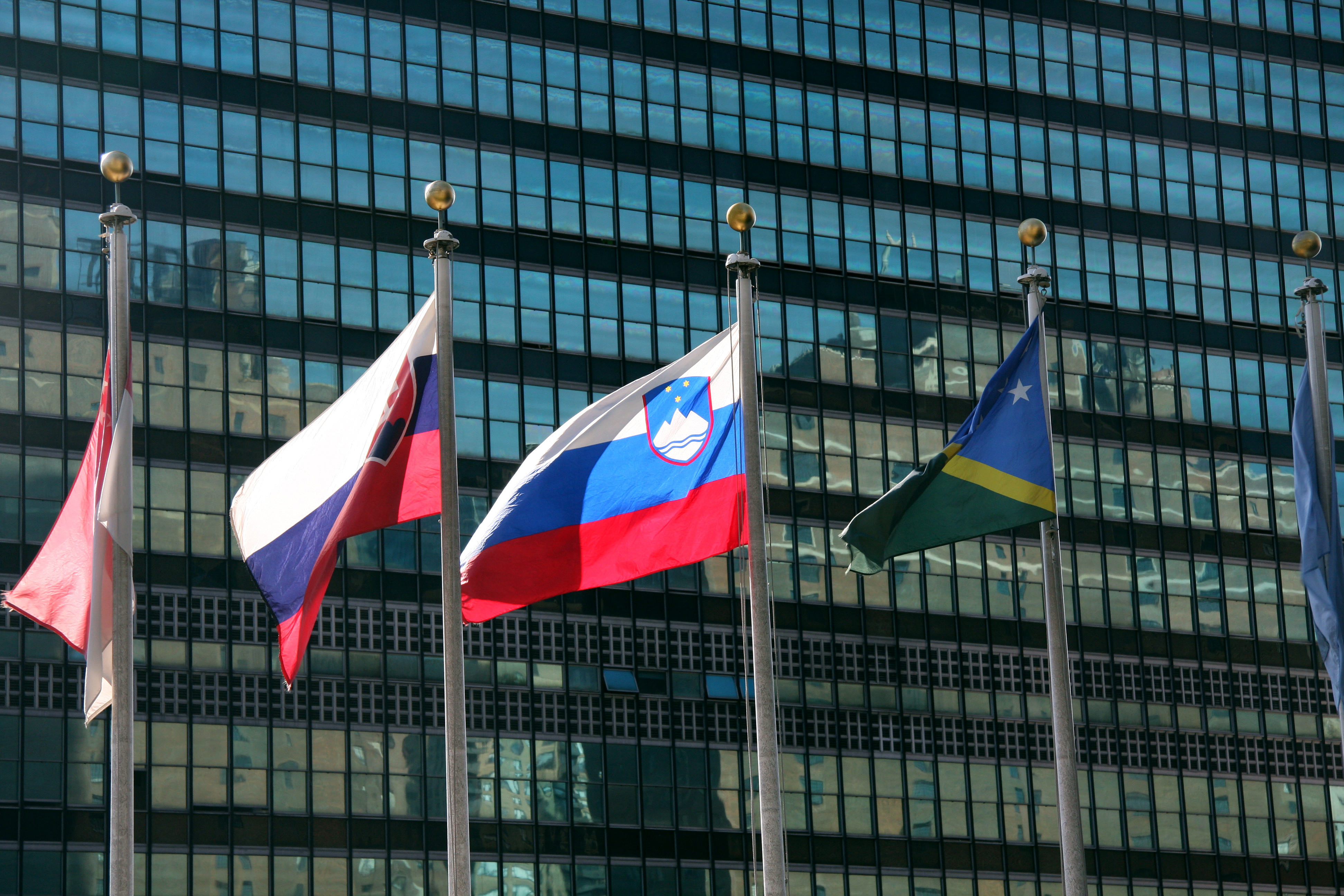
Diferentes banderas izadas por orden alfabético en la Sede de la ONU en Nueva York; según sus nombres en inglés y de izquierda a derecha: Singapur, Eslovaquia, Eslovenia, Islas Salomón, Somalia.

El posicionamiento y el orden en el que una o más banderas tienen que ser izadas depende del reglamento a seguir, pero por lo general, el puesto de honor pertenece a la bandera nacional del país en la que se está exhibiendo, una vez izada las banderas nacionales, se suelen izar las banderas de las entidades subnacionales, y por último las banderas de fuerzas armadas o milicias como banderas personales ya sean las de un partido político, organización o personales, todas estas a los costados de las banderas nacionales izadas en los puestos de honor.
En el caso de países invitados, el país anfitrión es la bandera izada en el mástil central y es al que se le da más prioridad. La altura a la que está una bandera con respecto a otras banderas internacionales no tiene que variar y todas tienen que mantenerse a una misma altura; de este modo, ninguna bandera tiene que ser desplegada a mayor altitud que otra durante «tiempo de paz.»
Según el protocolo de la bandera de España, dependiendo de la cantidad de banderas a exhibirse la posición y orden de las banderas es la siguiente: Si la cantidad de banderas es impar, la bandera nacional será izada en el mástil central, mientras que las demás banderas ya sean de otros países o con menor jerarquía que la nacional son izadas en orden alfabético y alternando entre el lado izquierdo y derecho desde el punto de vista del mástil central. Mientras que en el caso de un número par de banderas, la bandera de mayor jerarquía se coloca en el mástil central izquierdo. En el caso en el que los mástiles se encuentren posicionados a la entrada de algún edificio, la bandera nacional es colocada en el mástil más cercano a la entrada del edificio, y todas las demás banderas se colocan en los demás mástiles dependiendo la jerarquía de los mismos.
En varios casos se suele seguir el protocolo que utiliza la Organización de las Naciones Unidas (ONU) para el posicionamiento tanto de su propia bandera como de las banderas de otros estados dependiendo de cómo estas son exhibidas.

#### Honores a la bandera

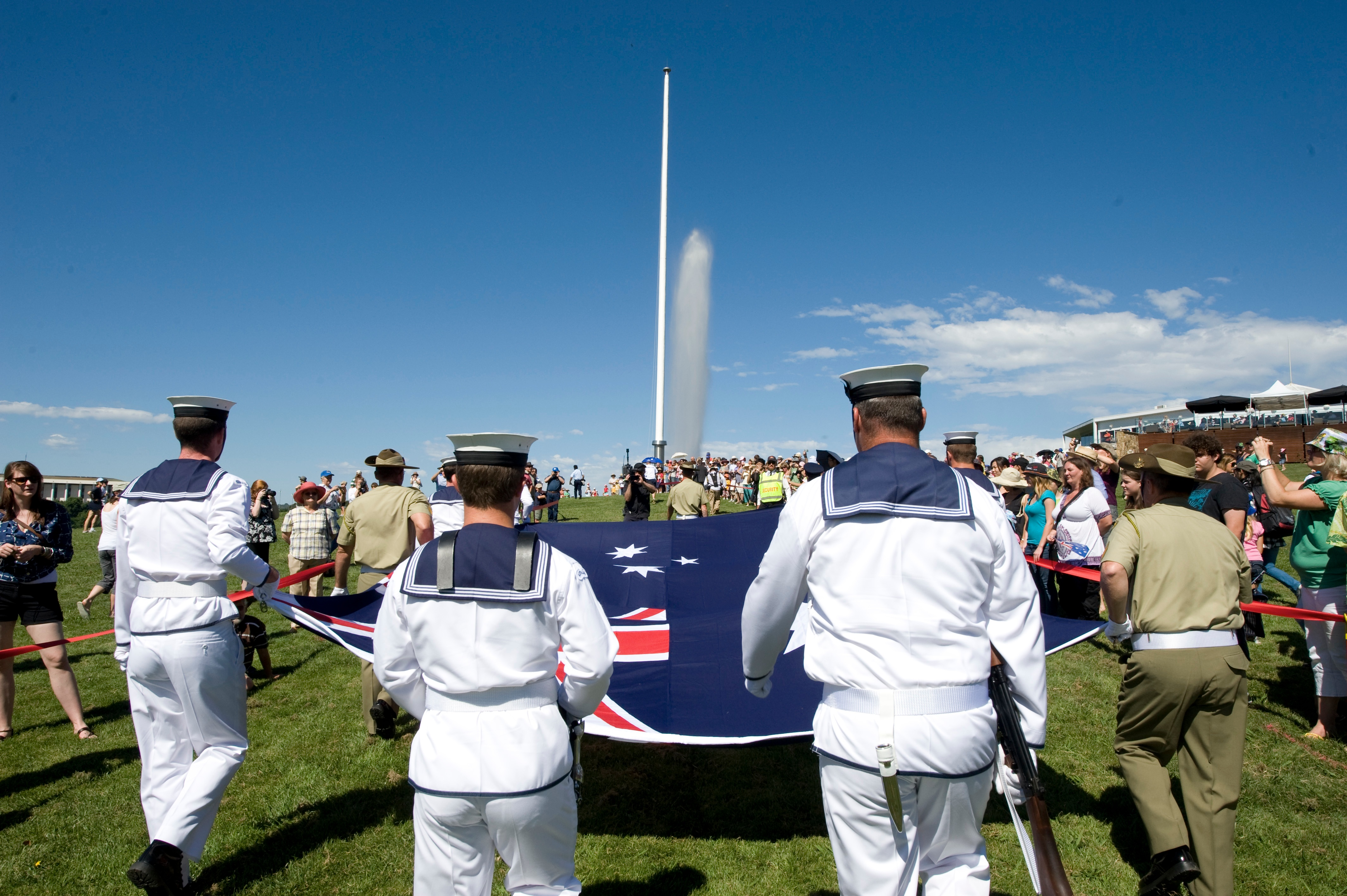
Bandera de Australia en una ceremonia de izado de bandera.

Dependiendo del país, existen diversos usos o prescripciones sobre el uso y el tratamiento debidos a la bandera, según normas tradicionales de etiqueta. Por ejemplo, el protocolo puede marcar ciertos ritos y dignas observaciones con respecto al reemplazamiento de una bandera vieja, que puede incluir una ceremonia, el correcto doblamiento de esta y finalmente una incineración, en ocasiones acompañadas por el himno nacional. Las observaciones a la bandera en algunas culturas tienden a ser más laxas que en otras, dependiendo, por lo general, del régimen político del país o a la consideración que esa sociedad tenga de ella.
En ocasiones en las que se izan varias banderas del mismo nivel, sin jerarquías entre ellas, se pueden establecer distintos métodos para ordenarlas. Por ejemplo, en el caso de las banderas de las comunidades autónomas españolas, el orden que rige es el de la fecha de su acceso a la autonomía; cuando se ondean juntas las banderas de la Comunidad Iberoamericana de Naciones se suele usar el orden alfabético para ordenarlas.
En el caso de visitas oficiales de un jefe de Estado o de gobierno a otro país, es costumbre izar la bandera del visitante flanqueada por dos banderas del país anfitrión, en señal de acogimiento amistoso.
En México, según la Secretaría de Gobernación, la bandera en compañía del escudo y el himno nacional, representan los valores y la historia de los pueblos que sumados a las costumbres y tradiciones se consolida un sentido de pertenencia y contribuyen a construir una identidad.

#### La bandera al revés

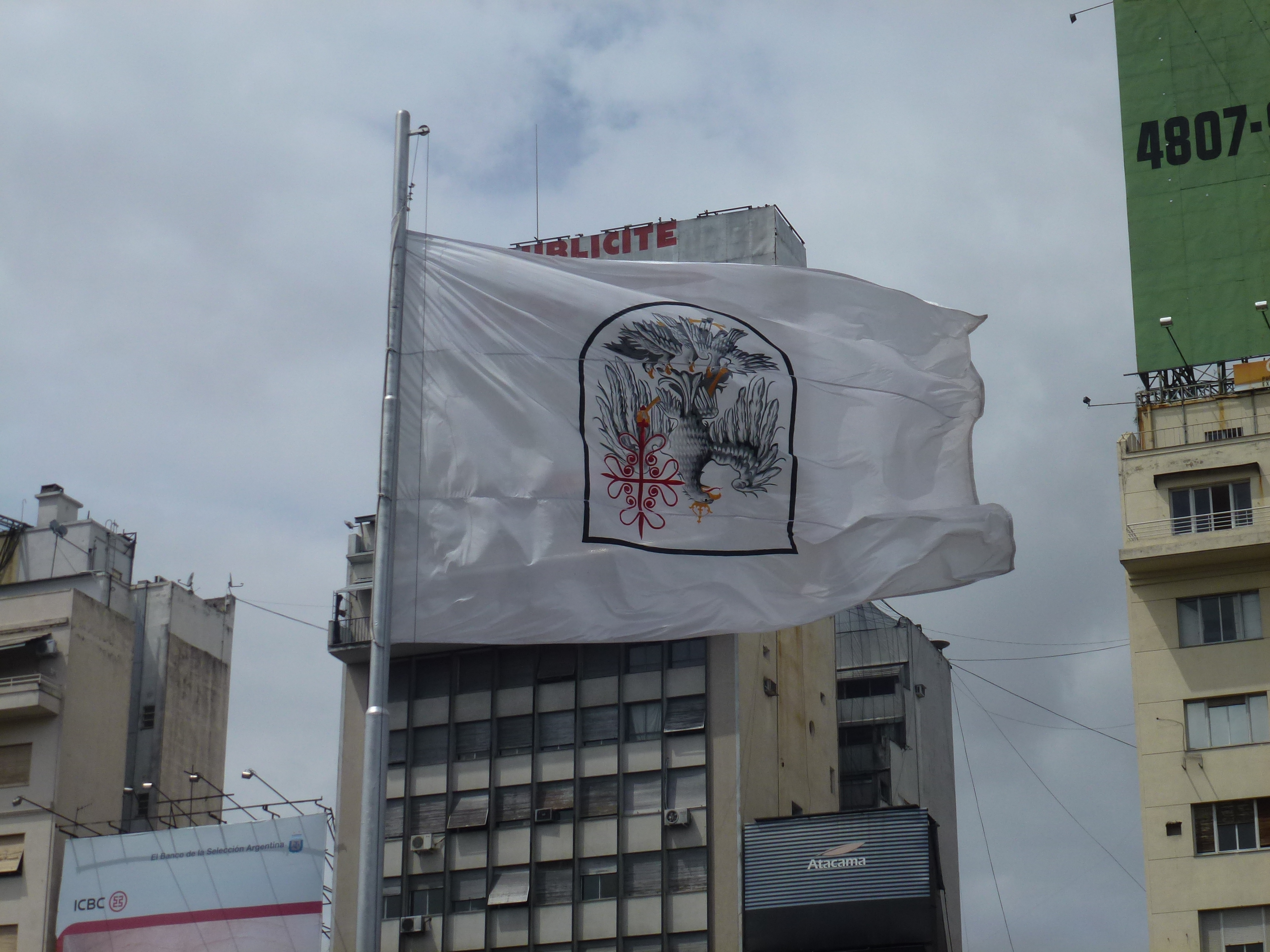
Bandera de la Ciudad de Buenos Aires, izada al revés en la Plaza de la República.

Mostrar la bandera al revés está considerado en muchos países un desprecio penado por la ley, así como otras acciones denigratorias (pisarla, quemarla, ensuciarla, etc.).
En tiempo de guerra, la bandera invertida puede tener un significado particular:
La primera indica que es una forma de declarar rendición ante fuerza armada extranjera. De hecho, si una fuerza armada toma una plaza y por cualquier razón no tiene un pabellón propio, puede izar la bandera enemiga de la plaza tomada al revés, para indicar a sus fuerzas aliadas que la posición está rendida o tomada, que ya no es hostil. [cita requerida]
La segunda versión es una variación de la primera e indica que poner la bandera al revés e izarla en un punto representativo, es decir, en el mástil de un barco o en el asta de un edificio, significa solicitud de auxilio por amotinamiento, secuestro o actualmente terrorismo. Es un recurso antiguo para avisar a tropas amigas que venían cuando un fuerte estaba tomado para que no sufrieran una emboscada.[cita requerida]

#### Luto
Una de las señales de luto oficial en una ciudad, región o país es izar sus banderas a media asta en los edificios oficiales. Cuando una bandera no se puede izar a media asta porque el mástil no lo permite, o porque es una bandera de interiores, se coloca un crespón negro sobre el paño como medida equivalente. Nunca se deben hacer las dos cosas a la vez (poner crespón si la bandera ya ondea a media asta).
Desde 2007 la excepción a esta norma de protocolo la estableció Irán, donde una orden presidencial consideró que el izado a media asta de su bandera podía suponer una ofensa al contener la misma el nombre de Alá. En su lugar se estableció que junto a la bandera ondearía otra de color negro.

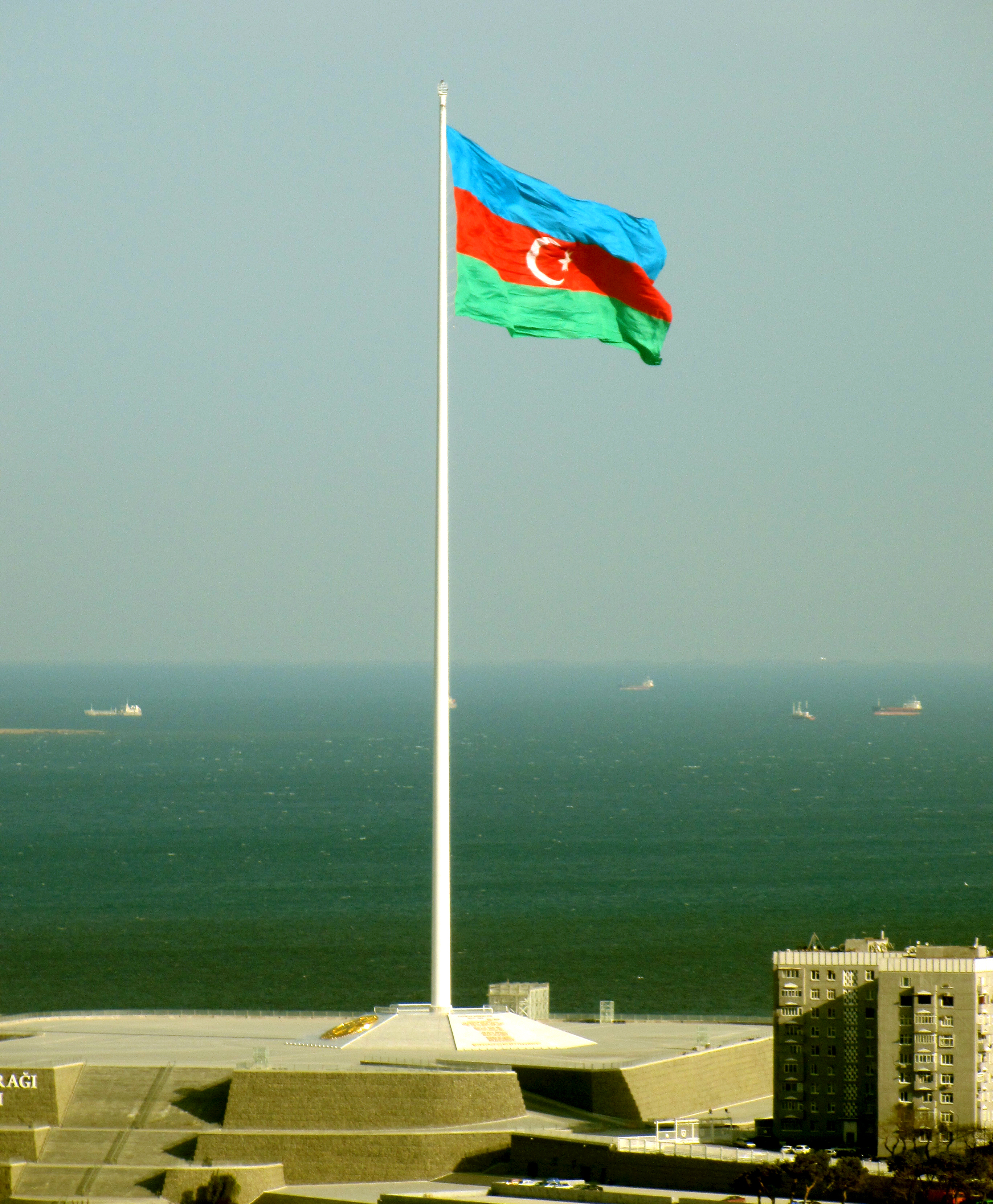
Bandera de Azerbaiyán en el mástil de la plaza de la bandera nacional.

## Mayores banderas en mástiles
El mayor mástil del mundo es el mástil de Dusambé (Tayikistán), que mide 165 metros de altura y en el que se iza una bandera de Tayikistán de 30 m x 60 m (1800 metros cuadrados. El segundo mástil más alto del mundo se encuentra en la plaza de la bandera nacional de Bakú (Azerbaiyán), y mide 162 metros de altura. En él se iza una bandera de Azerbaiyán de 35 m x 70 m (2450 m²), por lo que su bandera supera en tamaño a la de Dusambé. Aunque es un mástil, puesto que su única finalidad es que en él se ice una bandera, su estructura es de torre, por lo que hay una gran controversia sobre la inclusión en tercer lugar de la torre-mástil de Kijŏng-dong (Corea del Norte), con sus 160 m de altura, aunque su bandera es relativamente pequeña. El cuarto lugar lo ocupa el mástil de Asjabad, de 133 m, con su bandera de Turkmenistán. El quinto, de 132 m, es el de Áqaba (Jordania), y el sexto, de 125 m, es el mástil Raghadan, de Amán, también en Jordania, con su bandera de 30 m x 60 m (1800 m²).

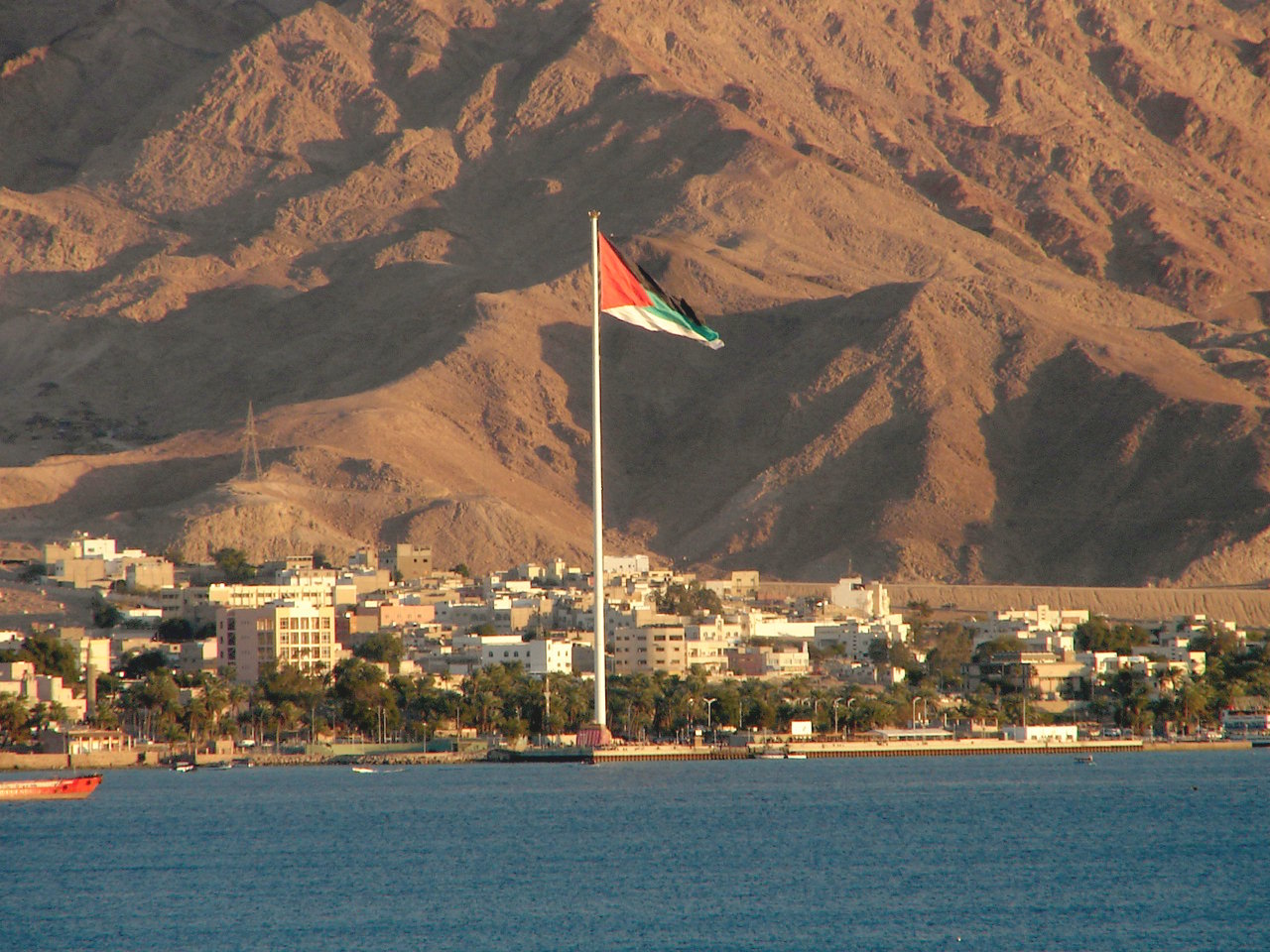
Bandera de la Revuelta Árabe en el mástil de Áqaba.

### Recursos adicionales
- Corbet, Julian Stafford. «Signals and instructions, 1776-1794, with addenda to vol. xxix». Navy Records Society, Universidad de Toronto (en inglés) (Londres). ISBN 9780870218774. OCLC 669930912. Consultado el 28 de julio de 2024.
- Chisholm, Hugh, ed. (1910-1911). «Flag». Encyclopædia Britannica. A Dictionary of Arts, Sciences, Literature, and General information (en inglés) (11.ª edición). Encyclopædia Britannica, Inc.; actualmente en dominio público.